# Siuran
Siuran es un despoblado peruano ubicado en el distrito de Gorgor, perteneciente a la provincia de Cajatambo del departamento de Lima, al centro oeste del Perú. 

## Ubicación
Siuran se ubica al sur de la provincia de Cajatambo, en el distrito de Gorgor, en el departamento de Lima.

## Demografía
En 1993 Siuran tenía una población de 16 habitantes, mientras que en 2017 no hubo ningún habitante empadronado.
| Gráfica de evolución demográfica de Siuran entre 1993 y 2017 |
|                                                              |
| Fuentes: Población 1993 y 2017                               |